# أثر جائحة فيروس كورونا على الأطفال
أثر جائحة فيروس كورونا على الأطفال (بالإنجليزية: Impact of the COVID-19 pandemic on children)‏؛ تشير مراجعة منهجية إلى أن الأطفال المصابين بـ COVID-19 لديهم تأثيرات أخف وتوقعات أفضل من البالغين. بالرغم من ذلك، فالأطفال معرضون للإصابة بمتلازمة الالتهاب متعدد الأجهزة ، وهو من الأمراض الجهازية النادرة التي تهدد حياة الإنسان، من أعراضه حمى مستمرة والتهابًا شديدًا بعد التعرض لفيروس فيروس كورونا المرتبط بالمتلازمة التنفسية الحادة الشديدة النوع 2.
نسبة لكونهم من السكان الذين قد يتعرضون للخطر ، فقد يتأثر الأطفال والشباب بجائحة COVID-19 في كثير من المجالات الأخرى ، كالتعليم والصحة العقلية والسلامة والاستقرار الاجتماعي والاقتصادي ؛ الإصابة بالفيروس قد تؤدي إلى الانفصال أو فقدان الأسرة. كالعديد من الأزمات الأخرى ، وقد تؤدي جائحة COVID-19 إلى مضاعفة نقاط الضعف القائمة وعدم المساواة التي يعاني منها الكثير من الأطفال في جميع أنحاء العالم.

## اللقاحات
اعتبارًا من 22 سبتمبر 2020 ، لم يتم إجراء تجارب اللقاح على الأطفال دون سن 18 عامًا.

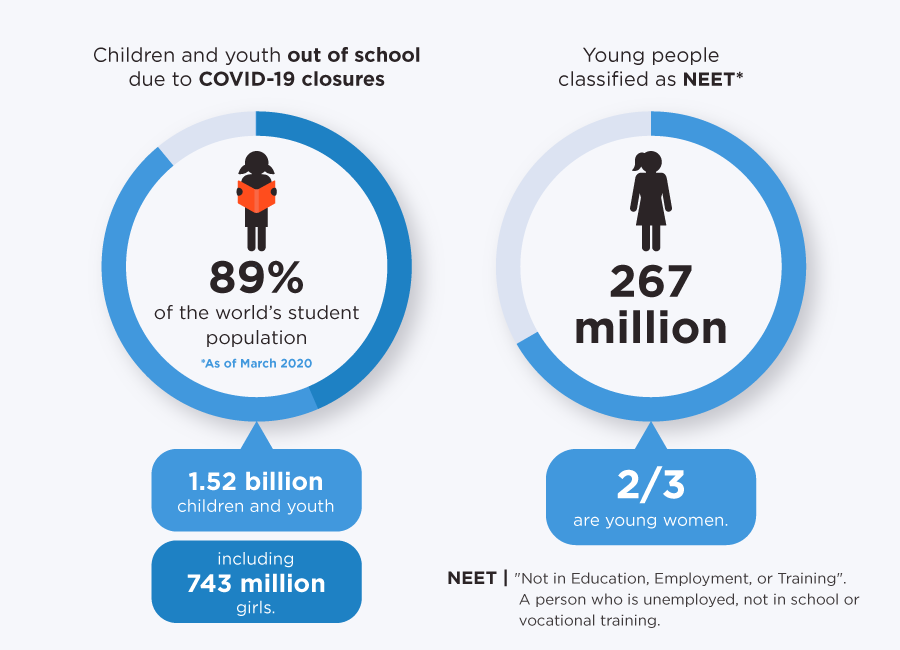
رسم بياني يوضح نسبة الأطفال والشباب خارج المدرسة بسبب إغلاقات COVID-19 ، ونسبة الشباب المصنفون على أنهم عاطلون عن العمل.

## إغلاق المدارس
بحلول نهاية مارس 2020 ، قدرت اليونسكو أن نسبة الطلاب في العالم الذين كانوا خارج المدرسة أو الجامعة بسبب الإغلاق الذي يهدف إلى الحد من انتشار COVID-19 أكثر من 89 ٪. مما أدى ذلك إلى مخاوف جدية بشأن الآثار الاجتماعية والاقتصادية والتعليمية لإغلاق المدارس المطول على الطلاب. بالإضافة إلى أن تأثير إغلاق المدارس جاء بشكل غير متناسب على الأطفال من ذوي الدخل المنخفض أو أسر الأقليات ، والأطفال ذوي الإحتياجات الخاصة والشابات بسبب التفاوت في الوصول إلى التعلم عن بعد ، والتوزيع غير المتكافئ لرعاية الأطفال والمسؤوليات المنزلية المتزايدة ، وحقيقة أن المدارس مزودة ببرامج الوجبات الغذائية وأن اللقاحات هي أساس رعاية الأطفال للعديد من العائلات. فعلى سبيل المثال ؛ أدى إغلاق المدارس خلال تفشي فيروس إيبولا 2014-2016 في غرب إفريقيا إلى زيادة معدلات التسرب من المدارس ومعدلات عمالة الأطفال ، والعنف ضد الأطفال ، وحالات حمل المراهقات .

## التأثير على معظم الفئات المعرضة للخطر
تتعرض سلامة الأطفال لكثير من الخطر أثناء هذه الجائحة . فالأطفال الذين يعيشون في ظروف غير صحية ومزدحمة معرضون للخطر بشكل خاص. يتعرض الشباب وخاصة الشابات والشعوب الأصلية والمهاجرون واللاجئون إلى آثار اجتماعية واقتصادية وصحية متزايدة ومخاطر متزايدة كالعنف القائم على النوع الاجتماعي والذي يكون بسبب العزلة الاجتماعية والتمييز وزيادة الضغط المالي. كما أنهم أكثر عرضة لزواج الأطفال حيث تبحث العائلات عن طرق لتخفيف الأعباء الاقتصادية.
على الرغم من انخفاض تقارير إساءة معاملة الأطفال في الولايات المتحدة بنسبة 40.6٪ عن أبريل 2019 إلى أبريل في عام 2020 ، يشير المدافعون عن رعاية الأطفال إلى أن هذا الانخفاض ما هو إلا أداة ثانوية لإغلاق المدارس و مراكز الرعاية النهارية التي تقدم معظم التقارير عن إساءة معاملة الأطفال.

### البطالة
تعد البطالة مصدر قلق خطير للشباب. بعد الركود الاقتصادي لعام 2008 كانت معدلات بطالة الشباب مرتفعة جدا بالنسبة للمتوسطات الإجمالية، ومن المتوقع أن يؤدي التوسع الأخير في اقتصاد الوظائف المؤقتة إلى زيادة هذا التفاوت. قبل الجائحة كان هناك نسبة كبيرة من أعداد الشباب غير العاملين أو وغير المتعلمين أو المتدربين.  وقد تم تصنيف (267) مليون شاب على مستوى العالم على أنهم عاطلون عن العمل.

### التأثير على المهاجرين الشباب
تؤدي هذه الأزمة العالمية إلى زيادة نقاط الضعف القائمة وعدم المساواة التي يعاني منها الشباب، والتي تزداد في تضخمها في السياقات الإنسانية حيث أدت الهشاشة والصراع وحالات الطوارئ إلى انهدام القدرات المؤسسية حيث يكون الوصول إلى الخدمات قليل جدا. ويتأثر بشكل خاص: المهاجرين الشباب ؛ الشباب النازحين داخليًا أو اللاجئين والشباب الذين يعيشون في مناطق حضرية فقيرة وعالية الكثافة والشباب الذين لا يملكون منزل. أيضا الشباب الذين يعانون من إعاقات، والذين يعيشون مع فيروس نقص المناعة البشرية . فيواجه الشباب المنفصلون عن عائلاتهم العاملين المهاجرين أو غير المصحوبين بذويهم مخاطر أكبر من الاستغلال والعنف ومشكلات الصحة العقلية ، إضافة إلى قلة الوصول إلى الخدمات الصحية والحماية.